# (34708) Grasset
Pour les articles homonymes, voir Grasset.
(34708) Grasset est un astéroïde de la ceinture principale.

## Description
(34708) Grasset est un astéroïde de la ceinture principale. Il fut découvert le 29 juillet 2001 à l'Observatoire Palomar par le programme NEAT. Il présente une orbite caractérisée par un demi-grand axe de 2,42 UA, une excentricité de 0,24 et une inclinaison de 22,7° par rapport à l'écliptique.

## Compléments